# Zoološki vrt Buenos Aires
Zoološki vrt Buenos Aires prostire se na površini od 18 hektara te je smješten u argentinskom gradu Buenos Airesu (okrug Palermo). Zoološki vrt ima 89 vrsta sisavaca, 49 vrsta reptila te 175 vrsta ptica, a ukupno ima oko 2500 životinja. Cilj i misija institucije je očuvanje životinjskih vrsta te edukacija populacije oko važnosti čuvanja prirode i životinja. Također, untuar zoološkog vrta vrše se određena istraživanja vezana za životinje.
2016. godine gradom se proširila priča o okrutnosti nad životinjama unutar zoološkog vrta te se isti morao zatvoriti. Životinje su prebačene u prirodne rezervate, a zoološki vrt će biti prenamijenjen u ekopark. 

## Povijest
Projekt je počeo 1874. godine, a sam park je otvoren 11. studenog 1875. godine te je uključivao mali broj životinjskih vrsta. Površina na kojoj je izgrađen zoološki vrt bila je u vlasništvu federalne vlade sve do 1888. kada je zemljište postalo vlasništvo grada Buenos Airesa. Te godine gradonačelnik Antonio Crespo odvaja zoološki vrt od ostatka parka.
Prvi direktor zoo vrta bio je Eduardo Ladislao Holmberg koji je započeo raditi 1888. Tijekom njegovog mandata zoo vrt je imao oko 650 životinja, a u to vrijeme zoološki vrtovi nisu imali funkciju kao oni suvremeni, nego su se više bazirali na imanje velikih rekreativnih površina za odmor posjetitelja.
Clemente Onelli bio je drugi direktor u periodu od 1904. do 1924. godine. Tijekom njegovog mandata broj posjetitelja popeo se s 1000 na 15 000 godišnje. za vrijeme mandata dao je raditi većinu građevina u romanskom stilu koje zoo ima i danas.
1924. godine upravljanje dolazi u ruke Holmbergovog nećaka Don Adolfa Holmberga koji na toj poziciji ostaje do 1944. Nakon 1944. godine zoološki vrt polako propada zbog političke krize, odnosno krize vlasti. 1991. godine objekt je privatiziran te je najavljen program koji će omogućiti životinjama u kavezu da imaju mnogo prirodnije uvjete. 2012. godine umire posljednji polarni medvjed "Winner".
U prosincu 2014. godine sud u Buenos Airesu presudio je kako 29-godišnja ženka orangutana živi u nehumanim uvjetima, odnosno uskraćena su joj neka osnovna prava.

## Životinjske vrste
- na travnjacima i zelenim površinama slobodno trče zečevi, nutrije i paunovi.[4]
- majmuni i mali sisavci žive u kavezima ili na otocima unutar parka gdje šetaju slobodno.[4]
- Zoološka farma (španj. "La Granja Del Zoo) - posjetitelji mogu hraniti ponije, magarce, ovce i koze. Ovaj dio vrta dom je puranima, kokošama, pilićina, svinjama, zečevima, kravama i konjima.[4]
- Akvarij - pingvini, pirane, tuljani i ribe.
- Kuća reptila - reptili.
- Tropska prašuna - dio zoo vrta koji je posvećen tropskom biljnom svijetu. U njemu posjetitelji mogu vidjeti iguanu.
- bijeli tigrovi, pume, jaguari, lavovi, ljame, deve, slonovi i dr.

## Galerija
- Ulaz u zoološki vrt
- Hindu hram za ljame
- Jezero za labudove
- Ulaz u zoo vri
- Bizantske ruševine iz Trsta
- Palača za slonove
- Slika iz zoološkog vrta, slikano 1911.